# 格林布賴爾 (密蘇里州)
格林布賴爾（英語：Greenbrier）是位於美國密蘇里州波林格縣的非建制地區。

## 歷史
格林布賴爾的郵局於1889年設立，其後於1957年停運。

## 地理
格林布賴爾所處的海拔為高於海平面111米（即364英呎），而該地所採用的時區為UTC-6，即北美中部時區（CST）。同時該地設有夏令時間，為UTC-6調快一小時，即UTC-5（CDT）。